# Захарята (Верещагинский район)
Захарята — деревня в Верещагинском районе Пермского края. Входит в состав Зюкайского сельского поселения.

## География
Деревня расположена вблизи реки Лысьва, примерно в 4 км к северу от административного центра поселения, посёлка Зюкайка.

## Население
| 2010 |
| ---- |
| 169  |

## Улицы
- Клубная ул.
- Молодёжная ул.
- Набережная ул.
- Полевая ул.

## Топографические карты
- Лист карты O-40-62 Верещагино. Масштаб: 1 : 100 000. Издание 1962 г.